# Золотий колодязь
«Золотий колодязь» — українське підприємство, що виготовляє мінеральну воду та безалкогольні напої. Розташоване у м. Білозерське  Донецької області. Засноване 1967 року як Добропільський завод мінеральних вод.

## Історія

### Передісторія
За місцевими переказами, джерело відоме з часів Петра 1. Напившись з нього після військового походу, він дістав золоту монету, або перстень, і кинув в колодязь. Зображення цього колодязя є на гербі Добропільського району.

### Створення
Розробка промислової свердловини і спорудження в Добропільському районі заводу мінеральних вод датується початком 1960 років.
З 2009 р. завод мінводи був відрізаний від водопроводу за несплату.[джерело?]

## Нагороди
- 1998 р. — Європейський сертифікат і приз «Золотий орел» в рамках міжнародної програми «Партнерство заради прогресу» в м. Парижі (Франція);
- 2001 р. — знак «Довіра споживачів» за високу якість виробленої продукції;
- 2004 р. — диплом фіналіста Всеукраїнського конкурсу якості продукції «100 найкращих товарів України-2003» м. Київ;
- 2007 р. — золота медаль за результатами дегустації на виставці ALCO + SOFT 2007.